# Evert Bulder
Evert Bulder (né le 24 décembre 1894 à Groningue et mort le 21 avril 1973 à Heerenveen) est un footballeur international néerlandais. Il participe aux Jeux olympiques d'été de 1920, remportant la médaille de bronze avec les Pays-Bas.

## Biographie
Evert Bulder reçoit une seule sélection en équipe des Pays-Bas. Il s'agit d'une rencontre disputée contre l'Espagne à Anvers, dans le cadre des Jeux olympiques d'été de 1920 (défaite 1-3).

## Palmarès

### Jeux olympiques
- Jeux olympiques de 1920 :
  -  Médaille de bronze.